# Berny Camps
Bernard Wilhelmus Leonard „Berny“ Camps (* 20. März 1971 in Venray) ist ein ehemaliger niederländischer Bogenschütze.

## Karriere
Bernard Camps gewann mit der niederländischen Mannschaft Bronze bei den Europameisterschaften 1990. Bei den Olympischen Spielen 1992 in Barcelona belegte er im Einzelwettbewerb Rang 55 und wurde im Mannschaftswettbewerb mit Henk Vogels und Erwin Verstegen Neunter.